# جيبسون بيرد
جيبسون بيرد (بالإنجليزية: Gibson Byrd)‏ هو رسام أمريكي، ولد في 1 فبراير 1923 في تلسا في الولايات المتحدة، وتوفي في 16 أبريل 2002 في ديل مار في الولايات المتحدة.